# Sarmientite
La sarmientite è un minerale.